# 埼玉県立進修館高等学校
埼玉県立進修館高等学校（さいたまけんりつ しんしゅうかんこうとうがっこう）は、埼玉県行田市長野にある公立高等学校。学校名は1824年（文政7年）に当時の忍藩主松平忠堯が藩士の教育を目的に設けた藩校「進修館」に由来している。

## 概要
行田市内に存在した県立校である行田進修館高等学校・行田工業高等学校・行田女子高等学校を統合して設置された。 設立に際し、歴史経緯上、元々一つの高校（旧 埼玉県立行田高等学校）であるために市道を挟んで隣り合っていた行田進修館・行田工業の設備を活用することとし、両校間に連絡通路を設置し、統合後に行き来できるようした。2校と距離が離れている行田女子の設備は用いないこととした（後に埼玉県立総合教育センターの移転先として再活用）。 これに伴い、統合に先駆けて行田女子のみ生徒募集を停止した。行田進修館・行田工業は統合前年まで募集を継続しており、統合時の在校生は進修館に編入し、卒業まで旧校と同じ条件で在学できるよう配慮された。

## 設置学科
すべての学科で通常1日6限授業の全日制
- 総合学科
- 電気システム科
- 情報メディア科
- ものづくり科

## 沿革
前身となる3校の沿革に関しては、それぞれの記事の当該節を参照の事
- 2005年（平成17年）4月1日 - 埼玉県立行田女子高等学校、埼玉県立行田工業高等学校、埼玉県立行田進修館高等学校が合併して埼玉県立進修館高等学校を設立。
- 2017年（平成29年）-   テレビドラマ「陸王」（池井戸潤著）にて本校がロケ地となり番組内で登場した。

## クラブ活動

### 運動部
- ラグビー部
- 野球部
- 陸上競技部
- サッカー部
- ソフトボール部
- ソフトテニス部（男・女）
- 硬式テニス部
- バレーボール部（男・女）
- バスケットボール部（男・女）
- バドミントン部（男・女）
- 卓球部
- 柔道部
- 空手道部
- 剣道部
- 弓道部
- チアリーダー部
- 水泳部
- ゴルフ部

### 文化部
- 美術部
- 吹奏楽部
- 合唱部
- 書道部
- 華道部
- 家庭福祉部
- 英語部
- 科学部
- 簿記部
- ワープロ部
- 電子機械研究部
- 機械研究部
- 電気システム研究部
- 電算部
- 演劇部
- 写真部
- 文芸部
- マンガ・アニメ部
- 囲碁・将棋部
- オーディオ部

## 進路
- 普通科は大学進学者が中心だが、工業科・総合学科は就職や専門学校進学者が多い。
- 平成20年度卒業生の進路状況（全学科合計）は、大学29%、短大7%、専門学校32%、就職25%、浪人等その他7%。

## 交通
- 秩父鉄道東行田駅より徒歩8分

## 著名な出身者
- 今井華 - ファッションモデル、タレント
- 矢島陽平 - プロ野球選手
- 長澤茉里奈 - グラビアアイドル、プロ雀士
- 勝山眸美 - ハンマー投げ選手

### 旧行田進修館高校
- 鳥居みゆき - ピン芸人

### 旧行田工業高校
- 岩﨑哲也 - プロ野球選手、埼玉西武ライオンズ投手
- 村田ひろゆき - 漫画家

### 旧行田女子高校
- 加藤幸子 - ファッションモデル
→芸能活動のため東京都立代々木高等学校へ編入

### 旧行田高校
- 横田昭夫 - 前行田市長
- 本田恭之 - ミュージシャン、キーボーディスト作曲家音楽プロデューサー
- 鈴木和男 - 法歯学者　東京歯科大学教授
- 細谷正充 - 文芸評論家